# Elias Hoyek

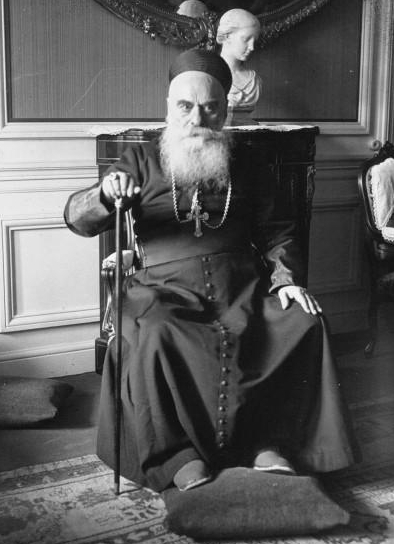
Patriarch Elias Peter Hoayek (1919)

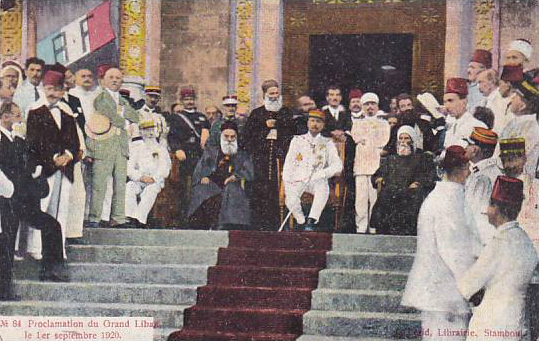
Patriarch Hoyek (li. sitzend) bei der Proklamation der Gründung und Unabhängigkeit des größeren Libanon durch den französischen General Gouraud (Mitte) in Beirut (1920)

Elias Pierre Hoyek, auch Hoayek, (* 4. Dezember 1843 in Helta, Libanon; † 24. Dezember 1931 in Bkerké) war ein libanesischer Geistlicher und von 1899 bis 1931 Maronitischer Patriarch von Antiochien und des ganzen Orients.
General in proclaims the creation and independence of the state of Greater Lebanon under the guardianship of the League of Nations represented by France from the porch of the Pine Residence in Beirut.

## Leben
Elias Pierre Hoyek empfing 1870 das Sakrament der Priesterweihe. 1889 wurde er zum Titularerzbischof pro hac vice von Arca in Armenia und zum Weihbischof im Maronitischen Patriarchat von Antiochien. Die Bischofsweihe spendete ihm der Patriarch von Antiochien, Boulos Boutros Massaad, am 14. Dezember 1889. Am 6. Januar 1899 wurde Hoyek zum Patriarchen von Antiochien gewählt und am 19. Juni desselben Jahres durch Papst Leo XIII. bestätigt. Am 1. September 1920 nahm Hoyek in der Résidence des Pins in Beirut mit dem sunnitischen Mufti Moustapha Naja an der von General Henri Gouraud geleiteten feierlichen Ausrufung des Großlibanon teil.

## Ehrungen
Im für ihn eröffneten Seligsprechungsverfahren erkannte ihm Papst Franziskus am 6. Juli 2019 den heroischen Tugendgrad zu.